# Fizostygmina
Fizostygmina, eseryna – organiczny związek chemiczny, alkaloid indolowy będący inhibitorem acetylocholinoesterazy. Pozyskiwana jest z Physostigma venenosum.

## Właściwości
Po krystalizacji z eteru dietylowego lub benzenu przyjmuje postać słupków o układzie rombowym albo zgrupowań kryształów w kształcie listków. Topi się w 105–106 °C, ale ma też mniej stabilną odmianę o temperaturze topnienia 86–87 °C. Jest słabo rozpuszczalna w wodzie, lepiej w etanolu, benzenie, eterze dietylowym, chloroformie, metanolu i olejach.
Występuje również w postaci szeregu soli. Salicylan fizostygminy tworzy kryształy w kształcie igieł o temperaturze topnienia 185–187 °C. Dobrze rozpuszcza się w chloroformie i gorącym etanolu, nieco słabiej w gorącej wodzie, a słabo – w wodzie i eterze dietylowym. W postaci siarczanu występuje jako higroskopijne łuski o temperaturze topnienia wynoszącej 140 °C (po wysuszeniu 100 °C) i o dobrej rozpuszczalności w wodzie i etanolu oraz bardzo słabej w eterze dietylowym. Fizostygmina występuje również w postaci siarczynu tworząc biały proszek, bardzo dobrze rozpuszczalny w wodzie i etanolu.

## Działanie
Jako inhibitor acetylocholinoesterazy powoduje pośrednie zwiększenie pobudzenia zakończeń parasympatycznych przez wzrost stężenia acetylocholiny w przestrzeniach presynaptycznych; poraża zwoje autonomiczne układu nerwowego. Obraz farmakologiczny działania podobny do pilokarpiny – jednak fizostygmina odznacza się większą toksycznością i mniejszym indeksem terapeutycznym. Powoduje spadek ciśnienia śródgałkowego, nasila perystaltykę jelit i wywołuje skurcz mięśni gładkich niektórych narządów (od pęcherza po oskrzela).

## Zastosowanie
Fizostygmina stosowana jest obecnie w lecznictwie rzadko jako odtrutka na atropinę (i odwrotnie – atropina stanowi odtrutkę na fizostygminę) oraz w okulistyce, jako lek (z wyboru) zwężający źrenice w jaskrze (krople i maści do oczu w zakresie stężeń 0,1–0,5%).